# A Perfect Match (canción)
«A Perfect Match» es el segundo sencillo (en algunos países el primero) del tercer álbum llamado New Arrival (cuarto álbum en algunos países) del grupo A-Teens. Esta canción fue escrita por Mack, Habolin y Jasson y se convirtió en uno de los mayores éxitos del grupo en Suecia y América Latina.
La canción alcanzó a ser la número dos en Suecia y México, la número cinco en Argentina - a pesar de que el álbum nunca se lanzó en este país -, la número once en Chile y la número setenta en el Euro chart.
Debido a los retrasos en Alemania, tanto el sencillo como el álbum fracasaron en este país, alcanzando solo el puesto setenta y siete en la Lista de Sencillos. La melodía se utilizó en el sencillo "Daitan ni Ikimashou Heart & Soul" (2004) de la cantante J-Pop Nami Tamaki, con la letra cambiada.

## Videoclip
El vídeo fue filmado en Cuba, y fue codirigido por los mismos A-Teens. Narra la historia de una chica rica y un niño pobre que se enamoran, pero sus familias no aceptan su relación. Este vídeo fue un éxito en Suecia y México, y a pesar de que el álbum nunca fue lanzado en Argentina, alcanzó a posicionarse en el número uno de "Los 10 + Pedidos" en MTV. También llegó a ser el 34 vídeo más pedido en MTV México, y el 45 en MTV América del Sur en el 2003.

## Lanzamientos
Sencillo en CD (Suecia)
1. «A Perfect Match» [Single Mix] - 3:00
2. «A Perfect Match» [Extended Mix] - 4:15

Sencillo (Europa)
1. «A Perfect Match» [Single Mix] - 3:00
2. «A Perfect Match» [Extended Mix] - 4:15

Maxi-CD Internacional
1. «A Perfect Match» [Single Mix] - 3:00
2. «A Perfect Match» [Extended Mix] - 4:15
3. «A Perfect Match» [Tranceglobal Club Mix] - 5:33